# Mikołaj Janowski (samorządowiec)
Mikołaj Janowski (ur. 26 lutego 1962 w Hajnówce) – polski samorządowiec, urzędnik i inżynier rolnictwa, w latach 2007–2008 członek zarządu województwa podlaskiego III kadencji.

## Życiorys
Z wykształcenia inżynier rolnictwa, zawodowo pracował jako urzędnik. Do 2016 kierował powiatowym biurem Agencji Restrukturyzacji i Modernizacji Rolnictwa w Hajnówce. Później od 2016 do 2017 kierował Ośrodkiem Doradztwa Rolniczego w tym mieście, a w 2019 został dyrektorem Zarządu Dróg Powiatowych w Hajnówce.
Zaangażował się w działalność polityczną w ramach Polskiego Stronnictwa Ludowego, został szefem jego struktur w powiecie hajnowskim. W 2002 wybrany radnym powiatu hajnowskiego z listy Białorusko-Ludowego Komitetu Wyborczego Wyborców. W 2006, 2007, 2010, 2014, 2018 i 2024 wybierany do sejmiku podlaskiego z ramienia PSL. 29 maja 2007 został powołany na stanowisko członka zarządu województwa podlaskiego, odpowiedzialnego za rolnictwo. Zakończył pełnienie funkcji 15 stycznia 2008 w związku z rozpadem koalicji i odwołaniem całego zarządu. W 2007, 2015, 2019 i 2023 bezskutecznie kandydował do Sejmu, zaś w 2011 do Senatu w okręgu nr 61 (zajął ostatnie, trzecie miejsce).
W 2019 wyróżniony tytułem „Zasłużony dla powiatu hajnowskiego”.